# W krainie PRL
W krainie PRL – seria książek historycznych wydawana przez Wydawnictwo Trio w Warszawie w latach 2000-2011. 
Inicjatorami serii byli: Marcin Kula (przewodniczący Komitetu Redakcyjnego) oraz Włodzimierz Borodziej, Paweł Machcewicz, Andrzej Paczkowski, Tomasz Szarota i Wojciech Wrzesiński. W dużej mierze w ramach serii ukazały się prace uczniów Marcina Kuli. 

## Książki wydane w serii
- Paweł Sowiński, Komunistyczne święto: obchody 1 maja w latach 1948-1954, Warszawa: "Trio" 2000.
- Krzysztof Kosiński, O nową mentalność: życie codzienne w szkołach 1945-1956, Warszawa: "Trio" 2000.
- Adam Leszczyński, Sprawy do załatwienia: listy do "Po Prostu" 1955-1957, przedmową opatrzył Marcin Kula, Warszawa: "Trio" 2000.
- Piotr Zwierzchowski, Zapomniani bohaterowie: o bohaterach filmowych polskiego socrealizmu, Warszawa: "Trio" 2000.
- Joanna Kochanowicz, ZMP w terenie: stalinowska próba modernizacji opornej rzeczywistości, Warszawa: "Trio" 2000.
- Aleksander Pawlicki, Kompletna szarość: cenzura w latach 1965-1972: instytucja i ludzie, Warszawa: "Trio" 2001.
- Marcin Zaremba, Komunizm, legitymizacja, nacjonalizm : nacjonalistyczna legitymizacja władzy komunistycznej w Polsce, Warszawa: "Trio" - Instytut Studiów Politycznych Polskiej Akademii Nauk 2001 (wyd. 2 - 2005).
- Marta Brodala, Anna Lisiecka, Tadeusz Ruzikowski, Przebudować człowieka: komunistyczne wysiłki zmiany mentalności: studia, pod red. Marcina Kuli, Warszawa: "Trio" 2001.
- Maciej Tymiński, PZPR i przedsiębiorstwo: nadzór partyjny nad zakładami przemysłowymi 1956-1970, Warszawa: "Trio" 2001.
- Natalia Aleksiun, Dokąd dalej? Ruch syjonistyczny w Polsce: (1944-1950), Warszawa: Centrum Badania i Nauczania Dziejów i Kultury Żydów w Polsce im. Mordechaja Anielewicza - "Trio" 2002.
- Damien Thiriet, Marks czy Maryja? Komuniści i Jasna Góra w apogeum stalinizmu (1950-1956), tł. Jerzy Pysiak, wprow. Marcin Kula, Warszawa: "Trio" 2002.
- Krzysztof Kosiński, Nastolatki '81: świadomość młodzieży w epoce "Solidarności", Warszawa: "Trio" 2002.
- Błażej Brzostek, Robotnicy Warszawy: konflikty codzienne (1950-1954),  Warszawa: "Trio" 2002.
- Jarosław Wtorkiewicz, Wojsko Polskie w akcji propagandowej i wyborach do Sejmu Ustawodawczego w 1947 roku, Warszawa: "Trio" 2002.
- Bartosz Kaliski, "Antysocjalistyczne zbiorowisko"? I Krajowy Zjazd Delegatów NSZZ Solidarność, Warszawa: "Trio" 2003.
- Mariusz Mazur, Propagandowy obraz świata: polityczne kampanie prasowe w PRL 1956-1980: model analityczno-koncepcyjny, Warszawa: "Trio" 2003.
- Krzysztof Madej, Spółdzielczość mieszkaniowa: władze PRL wobec niezależnej inicjatywy społecznej (1961-1965), Warszawa: "Trio" - Instytut Pamięci Narodowej 2003.
- Paweł Piotrowski, Śląski Okręg Wojskowy: przekształcenia organizacyjne 1945-1956, Warszawa: "Trio" - Instytut Pamięci Narodowej 2003.
- Michał Skoczylas, Wybory do Sejmu Ustawodawczego z 19 stycznia 1947 r. w świetle skarg ludności, Warszawa: "Trio" 2003.
- Zbudować Warszawę piękną... : o nowy krajobraz stolicy (1944-1956),  pod red. Jerzego Kochanowskiego, Warszawa: "Trio" 2003.
- Andrzej Krajewski, Między współpracą a oporem: twórcy kultury wobec systemu politycznego PRL (1975-1980), Warszawa: "Trio" 2004.
- Katarzyna Pawlicka, Polityka władz wobec Kościoła katolickiego (grudzień 1970-październik 1978), Warszawa: "Trio" 2004.
- Izabella Main, Trudne świętowanie: konflikty wokół obchodów świąt państwowych i kościelnych w Lublinie (1944-1989), Warszawa: "Trio" 2004.
- Anna Sosnowska, Zrozumieć zacofanie: spory historyków o Europę Wschodnią (1947-1994), Warszawa: "Trio" 2004.
- Ewelina Szpak, Między osiedlem a zagrodą: życie codzienne mieszkańców PGR-ów, Warszawa: Wydawnictwo Trio 2005.
- Barbara Klich-Kluczewska, Przez dziurkę od klucza: życie prywatne w Krakowie (1945-1989), Warszawa: Wydawnictwo Trio 2005.
- Dariusz T. Grala, Reformy gospodarcze w PRL (1982-1989): próba uratowania socjalizmu, Warszawa: Wydawnictwo Trio 2005.
- Przemysław Zieliński, Scena rockowa w PRL: historia, organizacja, znaczenie, Warszawa: Wydawnictwo Trio 2005.
- Paweł Sowiński, Wakacje w Polsce Ludowej: polityka władz i ruch turystyczny (1945-1989), Warszawa: "Trio" - Instytut Studiów Politycznych Polskiej Akademii Nauk 2005.
- Marek Wierzbicki, Związek Młodzieży Polskiej i jego członkowie : studium z dziejów funkcjonowania stalinowskiej organizacji młodzieżowej, Warszawa: Wydawnictwo Trio - Instytut Studiów Politycznych Polskiej Akademii Nauk 2006.
- Bartosz Cichocki, Krzysztof Jóźwiak, Najważniejsze są kadry: Centralna Szkoła Partyjna PPR/PZPR, wstępem opatrzyli Marcin Kula i Romuald Turkowski, Warszawa: Wydawnictwo Trio 2006.
- Adam Leszczyński, Anatomia protestu : strajki robotnicze w Olsztynie, Sosnowcu i Żyrardowie, sierpień-listopad 1981, Warszawa: Wydawnictwo Trio 2006.
- Jolanta Muszyńska, Aneta Osiak, Dorota Wojtera, Obraz codzienności w prasie stanu wojennego: Gdańsk, Kraków, Warszawa,  Warszawa: Wydawnictwo Trio 2006.
- Marek Cieśliński, Piękniej niż w życiu : Polska Kronika Filmowa 1944-1994, Warszawa: Wydawnictwo Trio 2006.
- Krzysztof Dąbek, PZPR - retrospektywny portret własny, Warszawa: Wydawnictwo Trio 2006.
- W połowie drogi: Warszawa między Paryżem a Kijowem, pod red. nauk. Jerzego Kochanowskiego, tł. z niem. Patrycja Pieńkowska, Warszawa: Wydawnictwo Trio 2006.
- Rafał Stobiecki, Historiografia PRL: ani dobra, ani mądra, ani piękna... ale skomplikowana: studia i szkice, Warszawa: Wydawnictwo Trio 2007.
- Monika Talarczyk-Gubała, PRL się śmieje! Polska komedia filmowa lat 1945-1989, Warszawa: Wydawnictwo Trio 2007.
- Maciej Górny, Przede wszystkim ma być naród : marksistowskie historiografie w Europie Środkowo-Wschodniej, Warszawa: Wydawnictwo Trio 2007.
- Piotr Osęka, Rytuały stalinizmu: oficjalne święta i uroczystości rocznicowe w Polsce 1944-1956, Warszawa: Wydawnictwo Trio - Instytut Studiów Politycznych Polskiej Akademii Nauk 2007.
- Anna Pelka, Teksas-land: moda młodzieżowa w PRL, Warszawa: Wydawnictwo Trio 2007.
- Patryk Pleskot, Wielki mały ekran: telewizja a codzienność Polaków w latach sześćdziesiątych, Warszawa: Wydawnictwo Trio 2007.
- Błażej Brzostek, Za progiem: codzienność w przestrzeni publicznej Warszawy lat 1955-1970, Warszawa: Wydawnictwo Trio 2007.
- Marcin Majowski, Polska Ludowa zaprasza: polityka turystyczna w czasach Edwarda Gierka, Warszawa: Wydawnictwo Trio 2008.
- Arkadiusz Gajewski, Polski film sensacyjno-kryminalny (1960-1980), Warszawa: Wydawnictwo Trio 2008.
- Bartłomiej Gapiński, Sacrum i codzienność : prośby o modlitwę nadsyłane do Kalwarii Zebrzydowskiej w latach 1965-1979, Warszawa: Wydawnictwo Trio 2008.
- Jakub Ferenc, Sport w służbie polityki: Wyścig Pokoju 1948-1989, Warszawa: Wydawnictwo Trio - Collegium Civitas 2008.
- Jarosław Kuisz, Charakter prawny porozumień sierpniowych 1980-1981, Warszawa: Wydawnictwo Trio 2009.
- Andrzej Krzywicki, Poststalinowski karnawał radości: V Światowy Festiwal Młodzieży i Studentów o Pokój i Przyjaźń, Warszawa 1955 r.: przygotowania, przebieg, znaczenie, Warszawa: Wydawnictwo Trio 2009.
- Zofia Wóycicka, Przerwana żałoba: polskie spory wokół pamięci nazistowskich obozów koncentracyjnych i zagłady 1944-1950, Warszawa: Wydawnictwo Trio 2009.
- Joanna Wawrzyniak, ZBoWiD i pamięć drugiej wojny światowej 1949-1969, Warszawa: Wydawnictwo Trio - Fundacja "Historia i Kultura" 2009.
- Bocznymi drogami: nieoficjalne kontakty społeczeństw socjalistycznych 1956-1989, pod red. nauk. Włodzimierza Borodzieja i Jerzego Kochanowskiego, Warszawa: Wydawnictwo Trio - Instytut Historyczny Uniwersytetu Warszawskiego 2010.
- Agnieszka Nowakowska, Zofia Wóycicka, Etniczna polityka komunistów: dwa casusy, przedm. poprzedzili Włodzimierz Borodziej i Marcin Kula, Warszawa : Wydawnictwo Trio 2010.
- Joanna Sadowska, Sercem i myślą związani z Partią: Związek Młodzieży Socjalistycznej (1957-1976): polityczne aspekty działalności, Warszawa: Wydawnictwo Trio 2010.
- Małgorzata Mazurek, Społeczeństwo kolejki : o doświadczeniach niedoboru 1945-1989, Warszawa: Wydawnictwo Trio - Europejskie Centrum Solidarności 2010.
- Hubert Wilk, Kto wyrąbie więcej ode mnie? Współzawodnictwo pracy robotników w Polsce w latach 1947-1955, Warszawa: Instytut Historii PAN - Wydawnictwo Trio 2011.
- Łukasz Polniak, Patriotyzm wojskowy w PRL w latach 1956-1970, Warszawa: Wydawnictwo Trio 2011.